# Wehringen
Wehringen ist eine Gemeinde im schwäbischen Landkreis Augsburg.

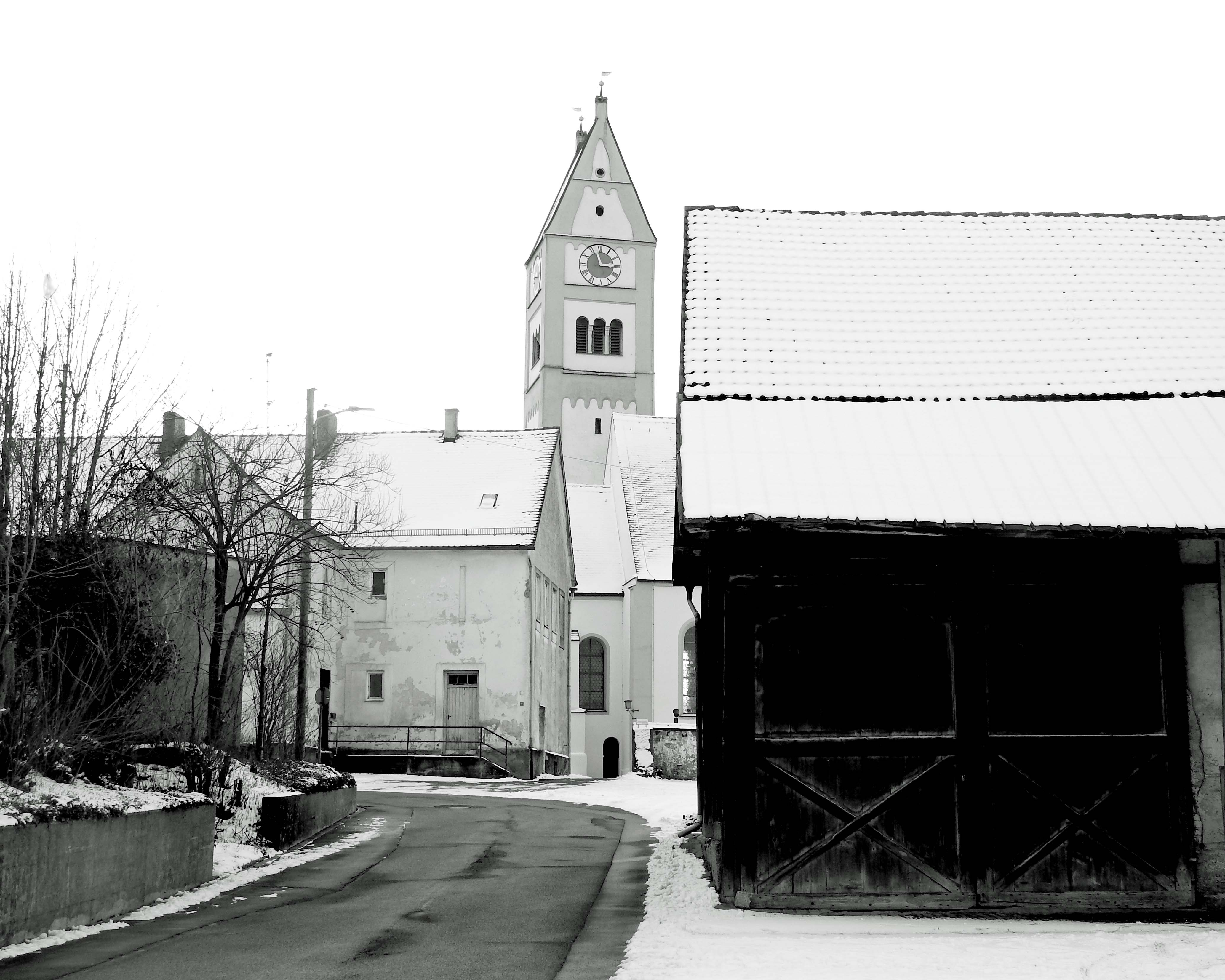
Kirche St. Georg in Wehringen von Norden (2021)

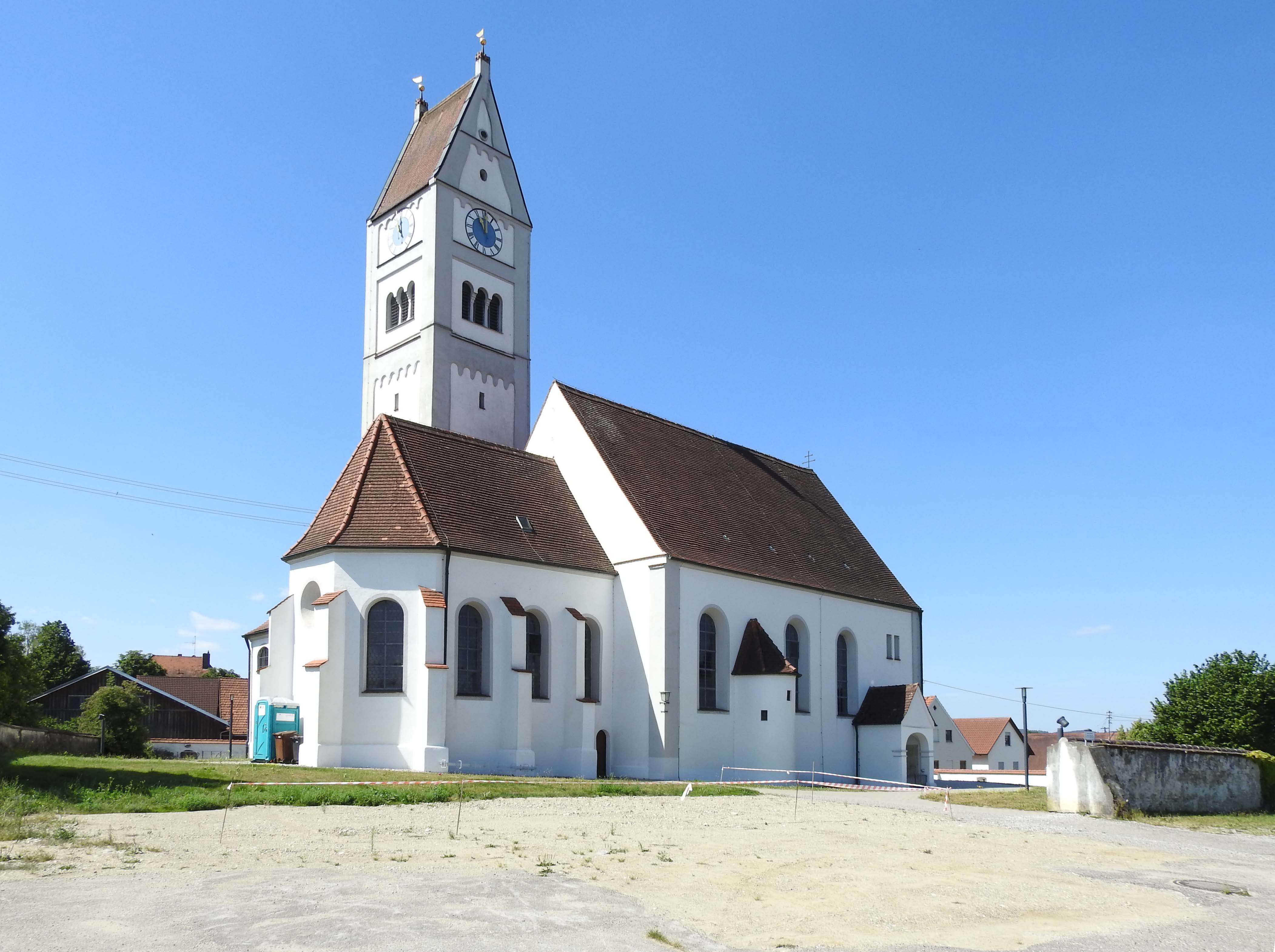
Pfarrkirche St. Georg in Wehringen (2022)

## Geographie

### Lage
Wehringen liegt an der Wertach und wird von der Singold durchflossen. Etwa 15 Kilometer nördlich von Wehringen befindet sich die Stadt Augsburg, im Westen grenzt der Naturpark Augsburg – Westliche Wälder an.

### Gemeindegliederung
Außer dem Pfarrdorf Wehringen gibt es keine weiteren Gemeindeteile.

## Geschichte

### Bis zum 18. Jahrhundert
Bereits im 8. Jahrhundert v. Chr. existierte eine Anlage von acht Grabhügeln auf dem „Hexenbergle“. Die Hügel wurden bei Bauarbeiten der Firma Hoechst 1960 entdeckt. Der Hügel 8 stellt das älteste bekannte Wagengrab der Hallstattzeit dar und enthielt bronzene Beschläge eines Wagens, 21 Gefäße, ein Bronzeschwert und eine Goldblechschale. Für die Zeit zwischen 100 und 250 n. Chr. lässt sich römische Besiedelung in Wehringen nachweisen. Bei Ausgrabungen in einer Kiesgrube zwischen 1961 und 1967 wurden ein römischer Gutshof und ein Gräberfeld entdeckt. Aufgrund der Grabbeigaben konnten die Gräber auf den Zeitraum 100–250 n. Chr. datiert werden. Bemerkenswert waren das Grab eines Arztes mit chirurgischen Instrumenten (240 n. Chr.) und das Grab einer reichen Familie mit zehn Meter hohem Grabturm und 176-teiliger Beigabe, darunter chinesische Seide und rheinländisches Glas (250 n. Chr.).
Zwischen 973 und 993 findet sich die erstmalige Erwähnung Wehringens in der Biografie des heiligen Bischofs Ulrich von Augsburg. Im 11. Jahrhundert war der Baubeginn an der Kirche St. Georg. Am 20. Dezember 1372 wurde Wehringen durch ein 1500 Mann starkes Heer der Herzöge von Bayern niedergebrannt. Im Jahr 1490 verweigerten die Wehringer Bauern dem Bischof von Augsburg eine Kriegssteuer, unterwerfen sich aber in letzter Minute, als ein bewaffnetes Heer aufmarschiert.
Im Jahr 1499 fand das um 1490 gegründete Leitenbad erste Erwähnung. Die Badeanstalt, die aufgrund ihres schwefel-, bitumen- und salzhaltigen Wasser Heilkräfte zugesprochen wurden, bestand bis ins 17. Jahrhundert und wurde vermutlich während des Dreißigjährigen Krieges zerstört. 1541 erreichte der Turm der Pfarrkirche seine heutige Höhe von 33 Metern. Im Jahr 1600 wurde ein Pflegamt des Hochstifts Augsburg eingerichtet. 1675 wurde Wehringen von diesem aus verwaltet und ihm 1720 vollständig zugeordnet.
Im Jahr 1730 fand die Hinrichtung der Wehringer „Hexe“ Brigitta Miehler in Schwabmünchen statt, der Inzest, Kindsmord, Abtreibung, Teufelspakt und Hostienfrevel vorgeworfen worden waren.

### 19. Jahrhundert
Von 1796 bis 1806 war Wehringen direkt von den napoleonischen Feldzügen betroffen. 1806 waren französische Husaren im Ort einquartiert, die Geld von der Bevölkerung erpressten. Infolge des Reichsdeputationshauptschlusses ging der Ort im Jahr 1803 in den Besitz von Bayern über. Im darauf folgenden Jahr, 1804, wurde Wehringen dem Landgericht Schwabmünchen unterstellt, aus dem nach mehreren Verwaltungsreformen am 1. Januar 1939 der Landkreis Schwabmünchen entstand.
Aufgrund der hohen Kriegs- und Straßenunterhaltskosten der letzten Jahre stand die Gemeinde 1818 vor einem Schuldenberg von 50.000 Gulden. Ein 1821 eingeleiteter Schuldentilgungsplan über 33 Jahre sanierte die Gemeindefinanzen. Im Jahr 1834 wurde das erste Schulhaus in Wehringen errichtet. Es hatte einen Unterrichtsraum mit 80 Quadratmetern, der für 120 (!) Schüler ausgelegt war. 1847 wurde die Bahnstrecke Augsburg–Buchloe gebaut. Am 9. November 1859 verpachtete die Gemeinde 100 Tagewerk Gemeindegrund an Kleinbauern, um deren wirtschaftliche Lage zu verbessern und die sozialen Spannungen im Ort zu verringern. Zwischen 1858 und 1860 erfolgte eine Wertachkorrektion, um die angrenzenden Auenwiesen für den Anbau von Feldfrüchten nutzbar zu machen.
Am 11. Oktober 1870 fiel der Wehringer Leo Fischer in den Kämpfen bei der Eroberung von Orléans. Er ist der einzige gefallene Soldat im „70er Krieg“. Am 1. Mai 1875 wurde die Freiwillige Feuerwehr Wehringen gegründet.

### 20. Jahrhundert
Im Jahr 1913 beschaffte die Gemeinde Straßenlaternen für die Hauptstraße und elektrifizierte die Schule und die Kirche. Durch die voranschreitende Beleuchtung der Seitenstraßen wurde der Nachtwächter zum Jahresende 1916 abgeschafft. Zwischen 1914 und 1918 wurde den Wehringer Bauern mehrfach Vieh enteignet, um die Truppen zu versorgen. Während des Ersten Weltkrieges fielen 27 Wehringer. Im Jahr 1924 erfolgte eine Singoldregulierung im Gemeindebereich von Wehringen, um die alljährlichen Überschwemmungen zu beenden und den Wasserdruck vor den beiden Mühlen zu erhöhen. 1930 wurde die zentrale Trinkwasserversorgung erbaut. Am 5. März 1933 fand die Reichstagswahl mit 226 Stimmen für die BVP, 156 Stimmen für die NSDAP und 76 Stimmen für die SPD statt. Bei der Reichstagswahl am 29. März 1936 trauten sich 20 der 639 Wahlberechtigten einen ungültigen Stimmzettel abzugeben. Wehringen liegt damit prozentual einsam an der Spitze des Landkreises.
Am 16. März 1944 bombardierten die Alliierten das Dynamitwerk in Bobingen und richten dabei in dem in der Einflugschneise liegenden Wehringen verheerende Schäden an. Elf Menschen starben, 60 bis 70 Prozent aller Häuser wurden zum Teil schwer beschädigt. Am 15. April 1945 fand eine erneute Bombardierung Wehringens mit Brandbomben statt. Nur vier Anwesen brennen nieder, weil ein Großteil der Bomben auf freiem Feld niedergeht. Am 28. April 1945 marschierten die Amerikaner in Wehringen ein und beenden damit den Zweiten Weltkrieg für den Ort. Während des Weltkrieges starben 30 Wehringer Soldaten an der Front.
Im Jahr 1957 wurde die Pestalozzischule neu aufgebaut, die noch heute einen Teil der Unterrichtsräume beherbergt. 1960 erfolgte der Baubeginn einer Kanalisation für Wehringen. 1963 wurde der Haltepunkt Wehringen an der Bahnstrecke Augsburg–Buchloe geschlossen. Wehringen verlor seinen Bahnhof. 1966 erfolgte die Fertigstellung der Kläranlage. Im Jahr 1971 wurde ein neues Gemeindegebäude fertiggestellt, es beherbergt das Rathaus, eine Schulerweiterung, eine Turnhalle, eine Kellerwirtschaft, einen Schießstand und ein Feuerwehrhaus. 1971 wurde in den durch die Schulerweiterung frei gewordenen Räumen ein Kindergarten eingerichtet. Sie zog 1977 in sein heutiges Domizil an der Römerstraße.
Am 1. Januar 1990 nahm die neue Kläranlage ihren Betrieb auf. Die alte war durch den Anschluss des Nachbarorts Großaitingen zunehmend überlastet. Im Jahr 1990 feierte die Gemeinde Wehringen die 1000-Jahr-Feier mit einem historischen Dorffest, die Gemeinde bekam ein neues Wappen und eine Ortschronik. 1995 wurde ein Feuerwehrhaus mit Bürgersaal und Vereinsräumen gebaut. 1997 erfolgte der Bau einer Wassertretanlage am Leitenberg.

### 21. Jahrhundert
Im Jahr 2001 wurde das neue Rathaus eröffnet.

### Einwohnerentwicklung
(Einwohner mit Hauptsitz in Wehringen)
Zwischen 1988 und 2018 wuchs die Gemeinde von 2142 auf 2922 um 780 Einwohner bzw. um 36,4 %.
Ab 01.07.2022: 3.075 Einwohner (nur Hauptwohnung)
Ab 31.03.2023: 3.066 Einwohner
Ab 31.12.2024: 3.218 Einwohner

### Verwaltungsgemeinschaft
Am 1. Juli 1972 wurde im Zuge der Kreisreform der Landkreis Schwabmünchen in den Landkreis Augsburg (zunächst mit der Bezeichnung Landkreis Augsburg-West) eingegliedert. Im Jahr 1975 erfolgte die Eingliederung Wehringens in die Verwaltungsgemeinschaft Großaitingen. Am 1. Januar 1980 wurde Wehringen aus der Verwaltungsgemeinschaft Großaitingen wieder entlassen und erhielt seine Selbstständigkeit als Gemeinde zurück.

### Ausgliederungen
Am 1. Mai 1978 wurde ein Gebietsteil mit damals etwa 25 Einwohnern an die Stadt Bobingen abgetreten.

## Politik

### Gemeinderat
Sitzverteilung im 14-köpfigen Gemeinderat aufgrund der Kommunalwahl 2020:
- CSU: 7 Sitze
- Freie Wähler: 5 Sitze
- SPD: 2 Sitze

Gegenüber den beiden vorherigen Amtszeiten (2008–2020) gewannen die Freien Wähler zulasten der SPD einen Sitz dazu.

### Bürgermeister
Gemeindevorsteher/Bürgermeister Wehringens seit 1818:
| Sebastian Wagner        | 1818–1830 |
| Franz Eibler            | 1830–1838 |
| Franz Gries             | 1839–1851 |
| Bonaventura Fischer     | 1851–1857 |
| Lorenz Morhard          | 1857–1866 |
| Johann Egger            | 1866–1869 |
| Ignaz Jedelhauser       | 1870–1881 |
| Franz Morhard           | 1882–1899 |
| Joseph Kienle           | 1900–1911 |
| Albert Vonay            | 1912–1924 |
| Firmus Schaflitzl       | 1925–1933 |
| Alois Fischer           | 1933–1945 |
| Franz Öschay            | 1945–1948 |
| Georg Rott              | 1948–1967 |
| Franz Geirhos (CSU-FWV) | 1967–1978 |
| Johann Merk (CSU)       | 1978–2008 |
| Manfred Nerlinger (CSU) | seit 2008 |

### Wappen
| | Blasonierung: „In Rot ein auf die Spitze gestellter silberner Triangel, an dessen Querbalken unten zwei eggenartige Zähne angebracht sind, darüber eine goldene Bischofsmütze.“ |
| Das neue Wappen entstand 1990 im Zuge der Feiern „1000 Jahre Wehringen“. Die Gemeinde führte bereits seit 1837 ein von König Ludwig I. verliehenes Wappen. Dieses zeigte „in Blau ein auf die Spitze gestelltes, weißbordiertes, schwarzes Triangel, an dessen Querbalken zwei eggenartige Zähne angebracht waren.“ | |

## Sehenswürdigkeiten
- Katholische Kirche St. Georg
- Renovierter Wasserturm
- Mittelalterliches Erzabbaugebiet im Gemeindewald

## Veranstaltungen
Seit 1990 findet alle fünf Jahre ein historisches Dorffest statt. Unter anderem wird bei dem viertägigen Fest das Lagerleben der Kelten sowie der keltische Erzabbau nachgestellt.

## Verkehr
- Bundesstraße 17 östlich von Wehringen
- Staatsstraße 2035 und Kreisstraße A 28 Wehringen – Auwald
- AVV-Buslinie 700 Augsburg-Schwabmünchen, 15 min. bzw. 30 min. Taktplan Bahnhof Bobingen
- AVV Buslinie 721 Augsburg-Straßberg-Auwald-Wehringen-Schwabmünchen
- AVV-Nachtbuslinie 797 Augsburg–Untermeitingen

## Wirtschaft
Interquell GmbH, der deutschlandweit zweitgrößte Produzent für Tiernahrungsmittel, ist mit etwa 200 Mitarbeitern der größte Arbeitgeber im Ort. Zudem besteht eine Zweigniederlassung im benachbarten Großaitingen.

## Persönlichkeiten
- Johann Heel (1685–1749), Barockmaler, schuf Fresken für die katholische Kirche St. Georg
- Anton Müller (1888–1943), Politiker und Widerstandskämpfer gegen das NS-Regime, wurde in Wehringen geboren
- Walter Pohlenz (1902–1978), Kriminalbeamter, lebte einige Jahre in Wehringen
- Monika Schuri (* 1969), Langstreckenläuferin, startet für die LG Wehringen